# Batalha de Rain

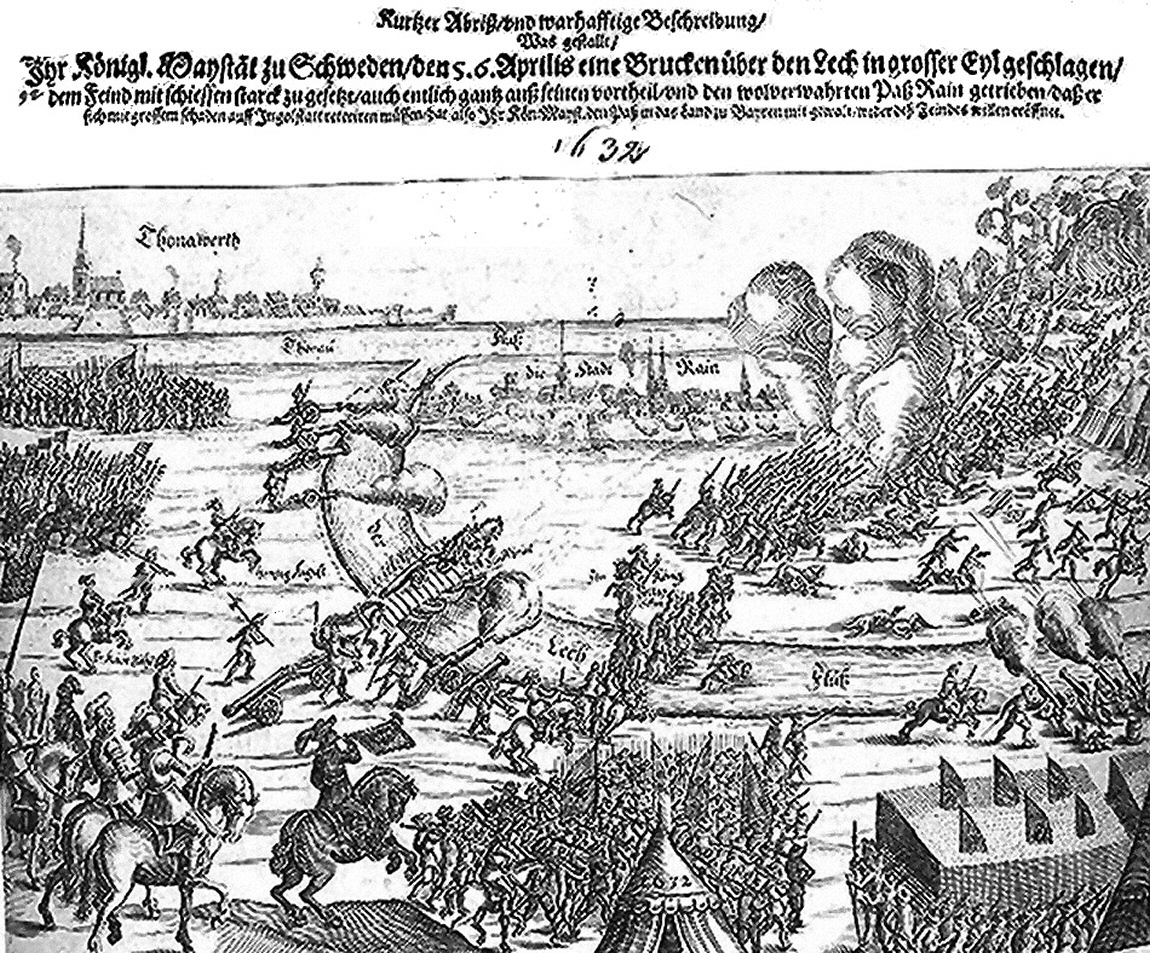
Batalha de Rain

Abatalha de Rain (também denominada batalha do rio Lech ou batalha do Lech) foi um enfrentamento bélico da guerra dos trinta anos que ocorreu em 15 de abril de 1632 no rio Lech, perto do povoado bávaro de Rain. Se enfrentaram 40.000 soldados das tropas da Suécia sob o comando de Gustavo II Adolfo da Suécia, contra 25.000 soldados da liga católica alemã comandados por João T'Serklaes von Tilly. Foi o segundo encontro entre seus comandantes, o primeiro havia sido na Batalha de Breitenfeld, onde o condo Tilly teve a primeira derrota de sua carreira largamente exitosa. Da mesma maneira que em Breitenfeld, o condo Tilly foif erido nesta batalha, ainda que dessa vez não pode se recuperar de suas feridas e faleceu, deixando suas tropas desmoralizadas e sem direção.

## Desenvolvimento da batalha

Representação da batalha feita por Matthäus Merian

Gustavo construiu uma ponto de barcas para cruzar o rio Lech perto da cidade de Rain durante a noite anterior da batalha, e pela manhã mandou trezentos soldados Hakkapeliitta finlandeses cruzarem o rio sob o fogo inimigo. Os soldados finlandeses cavaram parapeitos para as bateiras que protegeram o resto das tropas de Gustavo quando cruzaram o rio. Enquanto seu exército cruzou o rio, Gustavo atacou e conseguiu tomar a colina. O conde de Tilly recebey um disparo na perna no início da batalha, e foi transportado para a retaguarda. Seu segundo no comando, Johann von Aldringen, caiu inconsciente com uma fratura no crânio logo depois. Maximiliano I ordenou então uma retirada imediata para salvar o exército que havia ficado sem direção, deixando a maior parte dos equipamentos e da artilharia da liga católica no campo de batalha. A maior parte do exército pode escapar da aniquilação graças à tempestado e aos fortes ventos que bloquearam o caminho na noite seguinte.